# Jacques Fouquier

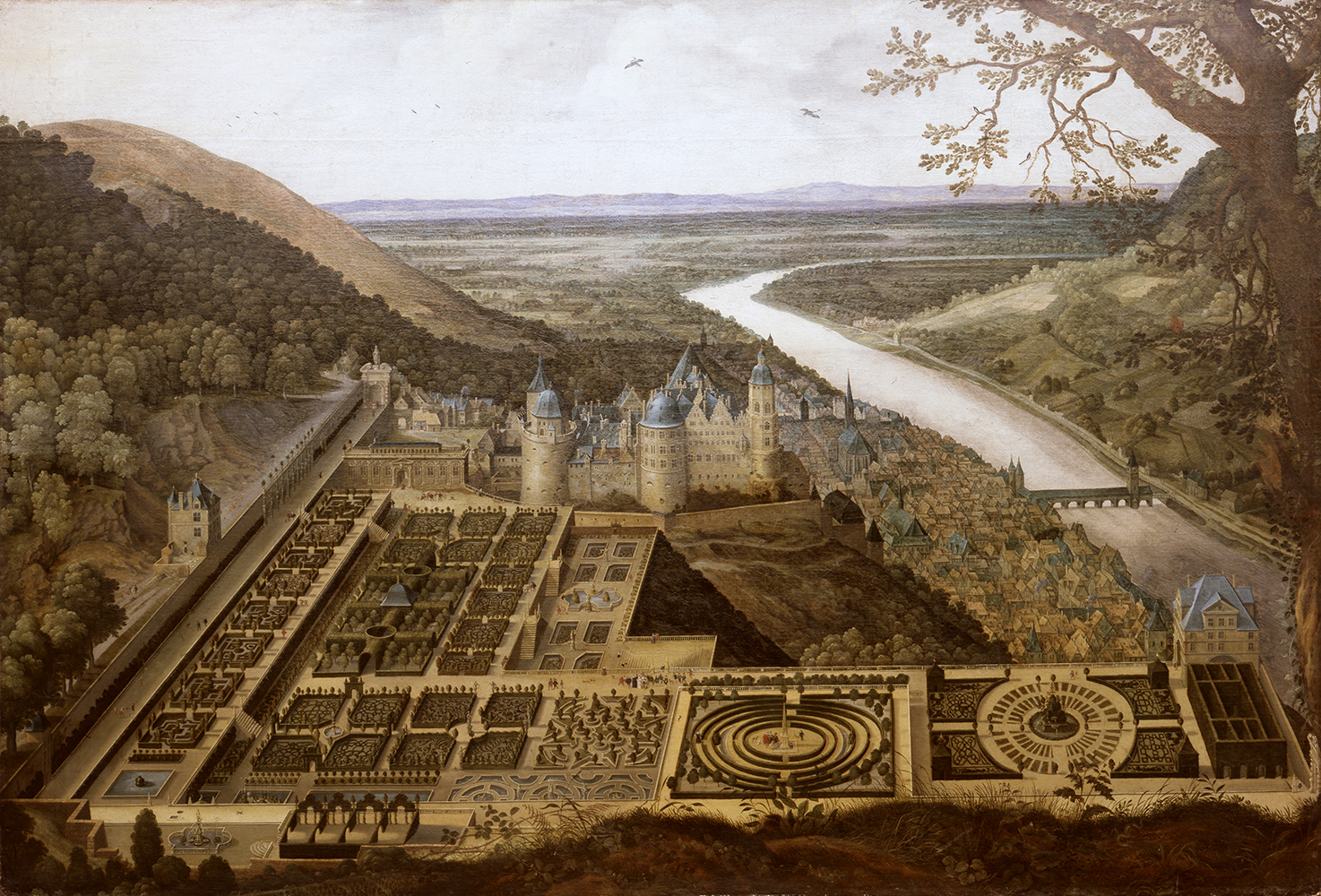
Hortus Palatinus en het Kasteel van Heidelberg (Kurpfälzisches Museum, Heidelberg)

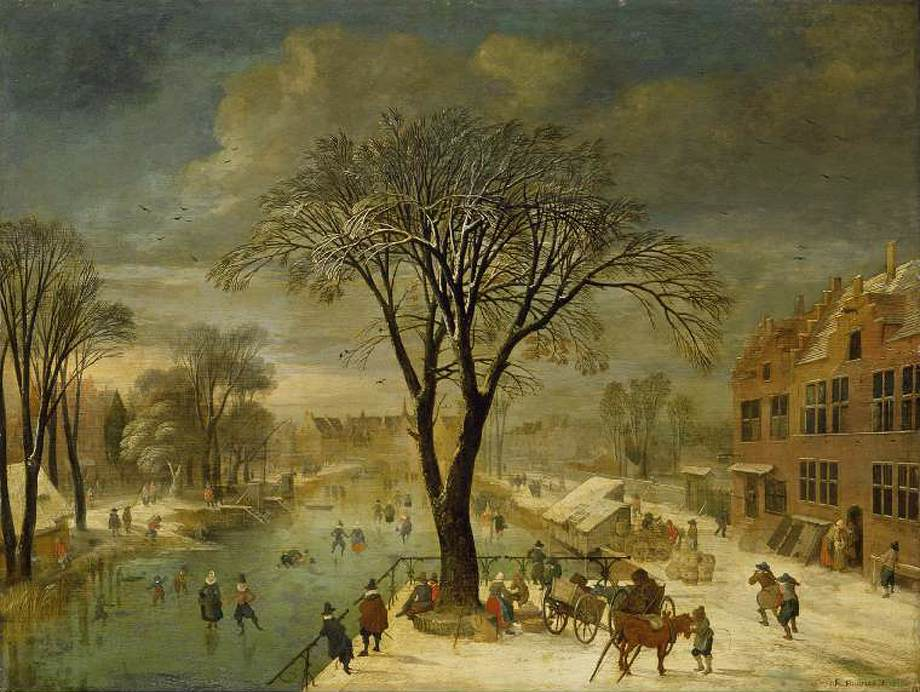
Winterlandschap, 1617 (Fitzwilliam Museum)

Jacques Fouquier of Fouquières (Antwerpen, ca. 1580 - Parijs, 1659) was een Zuid Nederlands barokschilder, die voornamelijk landschappen schilderde.  Hij was een succesrijk kunstenaar in Frankrijk.

## Levensloop
Het is niet duidelijk bij welke meester Fouquier zijn opleiding genoot. Op de basis van zijn oudste overlevende schilderij ‘‘Winterlandschap’, uit 1617 en in de stijl van Jan Breughel de Oude, zou men kunnen besluiten dat deze mogelijk zijn meester was. Anderzijds duidt een tekening van een rivierlandschap op invloed van  landschapschilders zoals Willem Buytewech en Esaias van de Velde en een mogelijke opleiding in Noord-Nederland.
Hij werd een meester in het Antwerpse Sint-Lucasgilde in 1614.  Niet lang na zijn inschrijving vertrok hij naar het zuiden alhoewel hij nog tot 1616 vermeld wordt in Antwerpen. Hij werd een meester in het Sint-Lucasgilde van Brussel in 1616. Kort daarna reisde hij naar Heidelberg, waar hij werkte voor Frederik V, de keurvorst van de Palts.
Hij reisde in  1620 naar Italië waar hij een bezoek bracht aan Rome en Venetië.  Hier verbeterde hij zijn stijl door het bestuderen van de werken van Titiaan, wiens landschappen hij erg bewonderde.   Hij vestigde zich in 1621 in Frankrijk waar zijn landschappen zeer gewaardeerd werden.  Ze werden verzameld door veel van de grote verzamelaars van de tijd. Hij zou hebben samengewerkt met Rubens.  Hij kreeg in 1626 opdracht van koning Lodewijk XIII van Frankrijk gezichten op Franse steden te schilderen, als onderdeel van het opzet om de Grande Galerie van het Louvre te versieren. Om de opdracht uit te voeren bezocht hij verschillende Franse steden waaronder Aix-en-Provence, Toulon en Marseille.  Zijn schilderijen vielen zo erg in de smaak dat de Franse koning hem een ridderschap verleende.  Hierdoor zou hij zo ijdel geworden zijn dat hij daarna nooit schilderde zonder een zwaard aan zijn zijde.
In 1641 kreeg hij ruzie hij met Poussin die naar Parijs was ontboden om een nieuw ontwerp voor de decoratie van de Grande Galerie te maken. Hij was verarmd en als kunstenaar vergeten tegen de tijd dat hij stierf.

## Werken
Fouqiers stijl lijkt te zijn geëvolueerd van de Hollandse en Vlaamse stijl naar het Italiaanse classicisme van Paul Bril. Zijn synthese van beschrijvende noordelijke landschappen met de heroïsche landschapsstijl ontwikkeld in Rome had een sterke invloed op de landschapschilderkunst in Frankrijk in de eerste helft van de 17e eeuw.
Zijn werken werden vaak gegraveerd, met name door Jean Morin, Gabriel en Nicolas Perelle, Arnold en Pieter de Jode, Alexander Voet en Ignatius van der Stock. Zijn belangrijkste leerling was Philippe de Champaigne.